# Anillo F

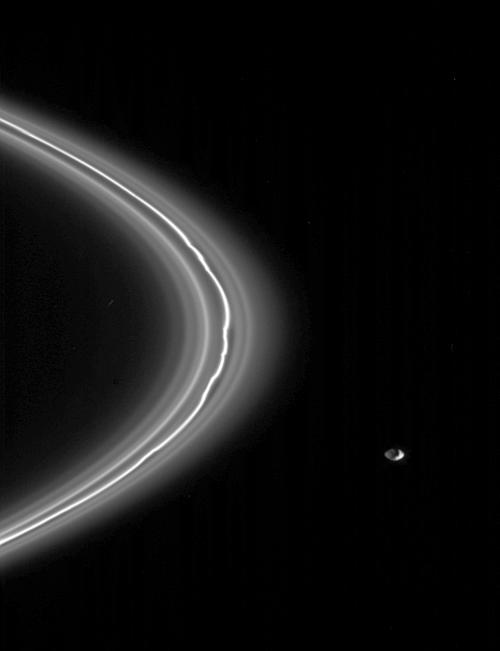
Imagen de Pandora que con solo 84 km, es capaz de causar ondas en el anillo F. Foto tomada por la nave Cassini.

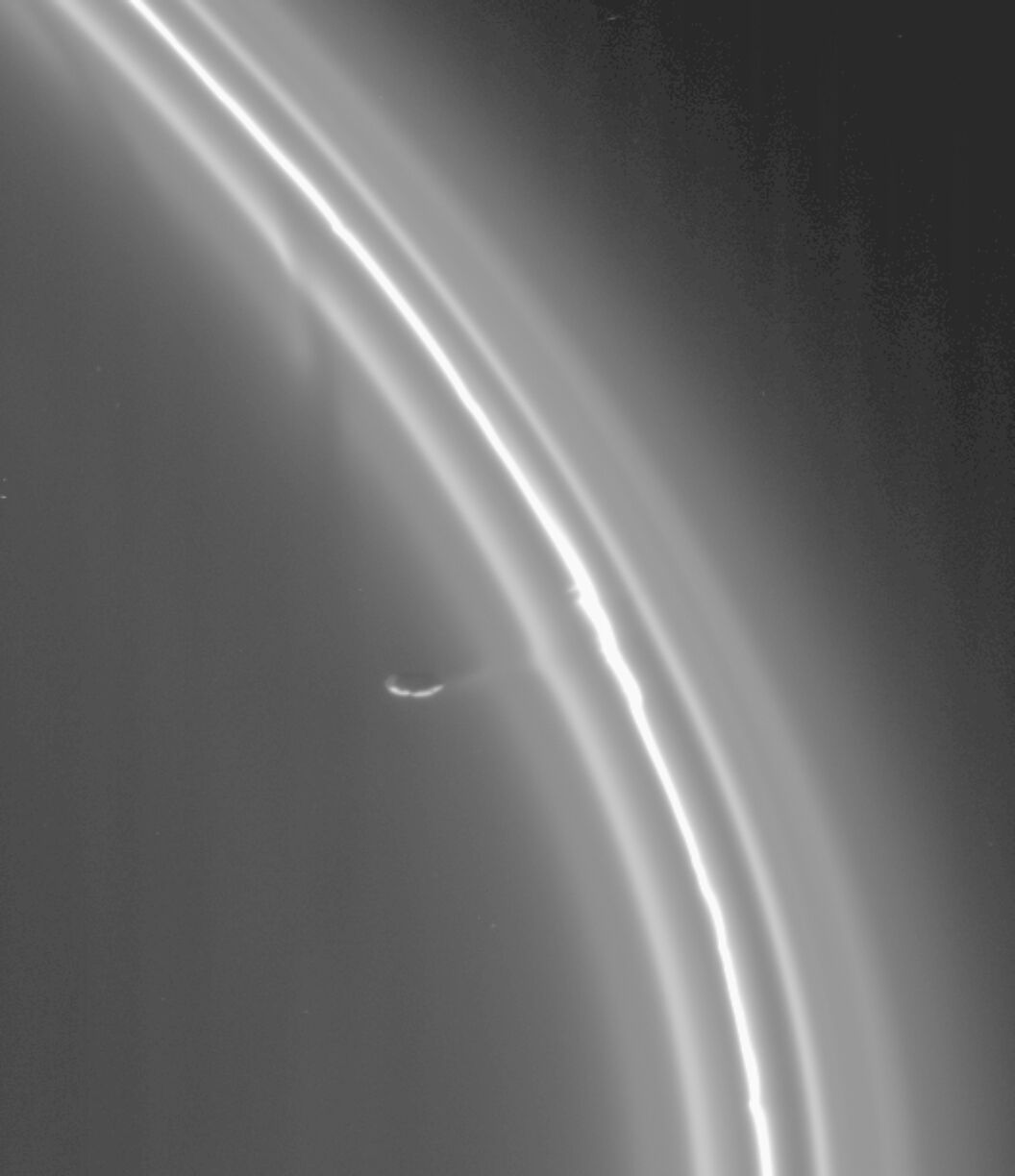
Luna pastora Prometeo cuidando el anillo F.

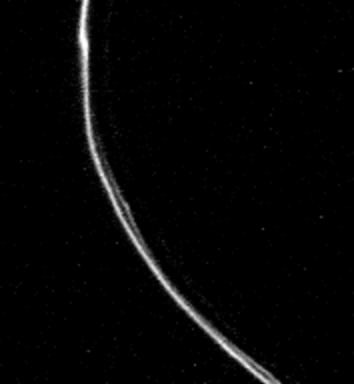
Trenzados en el anillo F fotografiados en noviembre de 1980 por la Voyager 1.

El anillo F es un anillo exterior al anillo A que está a 140 210 km del centro de Saturno y con una anchura entre 30 y 500 km y que se hizo rápidamente conocido durante el sobrevuelo de las naves Voyager por presentar ondulaciones y trenzados que era la primera vez que se observaban. El anillo está a 4000 km del borde exterior del anillo A. Tiene dos satélites pastores: Pandora y Prometeo.
Estos satélites son los causantes de mantener el anillo en su sitio, Pandora va por el exterior del anillo y Prometeo por el interior, y quizá son la causa de las extrañas configuraciones que presenta.
En fotografías hechas por el Voyager 1 en noviembre de 1980 aparecen en el anillo "F" de Saturno trenzados, sin embargo, cuando nueve meses más tarde llegó el Voyager 2, habían desaparecido. En noviembre de 1980, constaba de tres cintas, cada una de ellas de una anchura de unos 30 kilómetros. Las dos cintas más externas, que mostraban arrugas, torsiones y nudos, parecían trenzadas. En agosto de 1981, el anillo F había cambiado ya de estructura. Predominaba entonces una cinta sin trenzar y aparecían como compañeras otras tres cintas más débiles.
Los estudios de difusión de la luz realizados por los Voyager señalan que las partículas de tamaños del orden de un micrómetro constituyen una proporción grande de las partículas en el anillo F.